# فيروس أبادينا
فيروس أبادينا (بالإنجليزية: Abadina virus)‏ هو نمط مصلي فيروسي ضمن جنس الفيروس الوقبي.